# Fortuna de Minas
Fortuna de Minas é um município brasileiro do estado de Minas Gerais. Sua população recenseada em 2022 era de 3 093 habitantes.